# Nassaraua (Cano)
Nassaraua ou Nasaraua (em haúça: Nassarawa) é uma área de governo local da Nigéria situada no estado de Cano com sede em Bompai. Compreende área de 34 quilômetros quadrados e segundo censo de 2006 havia 596 669 habitantes.